# Cometes humeralis
Cometes humeralis là một loài bọ cánh cứng trong họ Cerambycidae.